# Jurassic Park Interactive
Jurassic Park Interactive es un videojuego de acción basado en la película de 1993, es decir, Jurassic Park. Fue lanzado en América el 10 de mayo de 1994 exclusivamente para la 3DO por Universal Interactive Studios. Jurassic Park Interactive fue el primer videojuego lanzado por Universal Interactive Studios.

## Jugabilidad
La interfaz del juego está configurada como una pantalla de computadora que permite al jugador navegar por un mapa de la isla, así como una colección de cinco minijuegos programados por Dennis Nedry. Los jugadores deben ubicar a varios invitados en el mapa y luego participar en un breve nivel de acción en primera persona que implica superar a un Tyrannosaurus en un jeep, escapar de un pequeño edificio que contiene aves rapaces o disparar a los dilofosaurios que se acercan con una pistola eléctrica cargada. El final del juego llega una vez que el jugador reubica con éxito a todos los invitados de la isla en el muelle del helipuerto y encuentra ayuda externa rompiendo los minijuegos.
Dependiendo del nivel de dificultad elegido (Normal, Difícil o Experto), se muestran más invitados en el mapa para ser salvados, y se permite menos tiempo en total para romper los minijuegos. En los minijuegos, el jugador controla jeeps ligeros como una pluma y microchips que disparan disquetes que dicen "DUMP".

## Desarrollo
Jurassic Park Interactive había sido originalmente pensado como el título de paquete 3DO para el lanzamiento de la consola en octubre de 1993, pero los retrasos en el desarrollo retrasaron la fecha de lanzamiento. Aproximadamente 10 personas trabajaron en el juego durante su período de desarrollo de 14 meses, con un presupuesto de entre 1 y 2 millones de dólares. El diseñador Greg Gorsiski dijo sobre el juego: "Es lo más difícil que he tenido que hacer. ¿Cómo se puede reescribir una historia lineal para un entorno no lineal y mejorarla? Es una tarea que muchos diseñadores de juegos no tocarían ni con un poste de 10 pies".
El juego no se exhibió en el Summer Consumer Electronics Show de Chicago en junio de 1993, ya que los desarrolladores optaron por mantenerlo como un "secreto muy bien guardado" hasta su lanzamiento. Jurassic Park Interactive fue el primer juego publicado por la división Universal Interactive Studios de MCA. Universal y MCA esperaban que el juego aumentara las ventas de la consola 3DO. Universal Interactive gastó una cantidad considerable de dinero para comercializar el juego.
Jurassic Park Interactive fue la única adaptación de un videojuego de Jurassic Park que usó imágenes y música de la película. Aunque el metraje de la película se incluye en la secuencia de apertura, las tomas reales de las caras de los actores se eliminan notablemente. Actores similares retratan a los personajes en más escenas e imágenes del juego. MCA no tenía planes de convertir el juego para su lanzamiento en otros sistemas de juego, posiblemente para promover el 3DO, aunque Gorsiski también dijo que sería difícil reescribir el juego para otros sistemas, ya que aprovechó la tecnología superior del 3DO.

## Recepción
Las críticas fueron variadas, por parte del público, recibieron al juego con críticas favorables, pero por parte de los críticos obtuvo críticas mixtas. Con Famicom Tsūshin puntuando al juego con un 22 de 40, pero Electronic Gaming Monthly le dio un 7,75 sobre 10, elogiando las secuencias de video en movimiento completo, el uso de la música de la película, la innovación de los niveles principales y el valor de la nostalgia de los minijuegos de Nedry. Más tarde, calificaron el juego con un 9 sobre 10 en su Guía del comprador de videojuegos de 1995. La revisión de GamePro afirmó que la música es el único punto bueno del juego, pero critica los largos tiempos de carga, los gráficos deficientes, al juego que lo considera simplista y aburrido, y las secuencias de video invariables.
Shawn Sackenheim de AllGame calificó el juego con 3 estrellas de 5 y elogió las "animaciones 2D decentes" de los minijuegos, pero escribió "no son nada que esperarías ver en un sistema de 32 bits como el 3DO . "Sackenheim dijo que si bien los minijuegos fueron divertidos, "pronto te cansarás de estos refritos de arcade". Bob Strauss de Entertainment Weekly le dio al juego una "D" (aunque le dio a la versión de Sega CD una C, la versión de Sega Genesis una B+ y a la versión de Super Nintendo una A-) y lo llamó "una losa gigante de queso prehistórico". Strauss escribió: "Puedo decir con confianza que las secuencias de vehículos en Jurassic Park Interactive, con sus controles torpes y efectos visuales granulosos, se encuentran entre las más ineptas que he visto. Las otras secuencias, lamentablemente, son también algo tacaño, sabio como lagarto e igualmente poco interesante de jugar".
Zach Meston de Wired escribió que "la película más emocionante de 1993" se había convertido en "un montón de secuencias de arcade extremadamente aburridas unidas por tontos videoclips de personas corriendo por el paisaje de la selva". Edge, que presentó una vista previa del juego en la European Computer Trade Show, lo llamó "una mezcla decididamente promedio de Out Run, Op Wolf y Doom." Chris Gore de VideoGames – The Ultimate Gaming Magazine escribió que la mayor debilidad del juego era su variedad de diferentes géneros de juego, afirmando que una vez que un jugador se involucra realmente en un género de juego determinado, "La experiencia desaparece; literalmente te ves obligado a jugar un juego de un género diferente cada pocos minutos". Gore y tres editores de la revista le dieron al juego una puntuación general de 7 sobre 10, con elogios por los gráficos y la música del juego. En 2018, Zack Zwiezen de Kotaku clasificó el juego entre los "peores" juegos de Jurassic Park jamás lanzados, calificándolo de "aburrido e involuntariamente hilarante", mientras criticaba los minijuegos "mal diseñados". y las "imitaciones ridículamente malas" de los personajes de la película.